# قطعنامه ۲۰۰۸ شورای امنیت
قطعنامه  ۲۰۰۸ شورای امنیت سازمان ملل متحد که در تاریخ ۱۶ سپتامبر ۲۰۱۱ تصویب شد، سندی بین‌المللی دربارهٔ بررسی وضعیت لیبریا است. این قطعنامه طی نشست ۶۶۱۹ام با ۱۵ رای موافق، ۰ مخالف و ۰ ممتنع تصویب شد.